# Charlottenberg

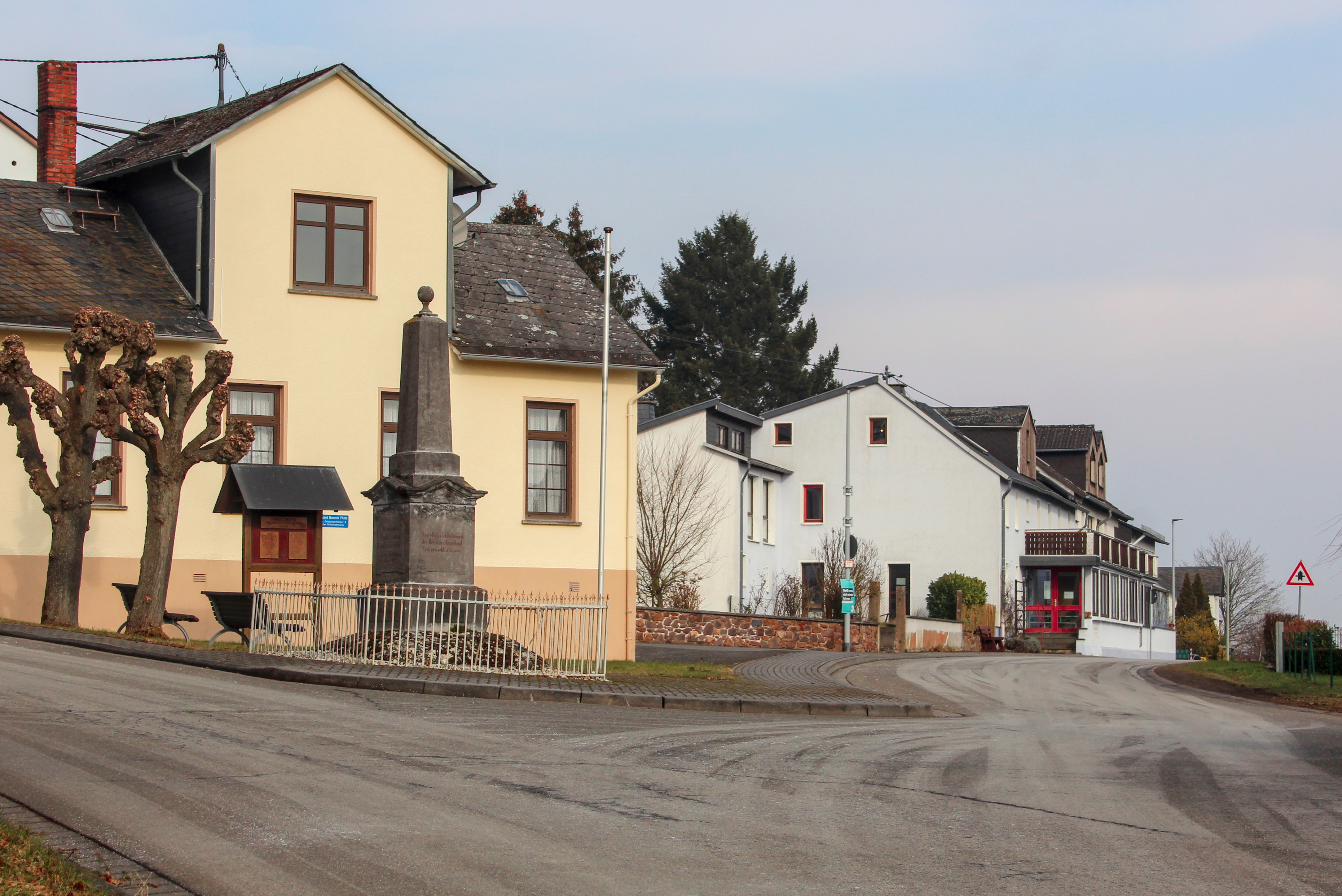
Ansicht von Charlottenberg

Charlottenberg ist eine Ortsgemeinde im Rhein-Lahn-Kreis in Rheinland-Pfalz. Charlottenberg ist die kleinste Ortsgemeinde und jüngste Ortschaft in der Verbandsgemeinde Diez.

## Geographie
Das Straßendorf Charlottenberg liegt in der Esterau westlich von Holzappel im nördlichen Rheinland-Pfalz auf einer Anhöhe etwa 340 m ü. NHN am Rande des Naturparks Nassau.

## Geschichte

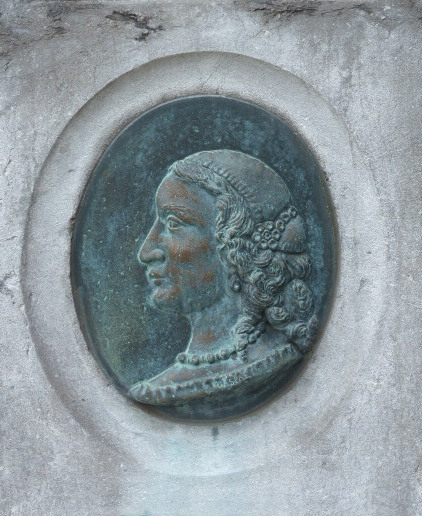
Elisabeth Charlotte von Schaumburg-Nassau

Das Dorf ist im Vergleich mit den anderen Orten der Verbandsgemeinde Diez relativ jung. Charlottenberg geht auf die Gründung durch die Fürstin Elisabeth Charlotte von Schaumburg-Nassau (1640–1707), Tochter von Peter Melander, im Jahre 1699 zurück. Elisabeth Charlotte warb zur Peuplierung ihrer kleinen Grafschaft gezielt Glaubensflüchtlinge an, insbesondere Protestanten aus Frankreich. Nach mehreren erfolglosen Versuchen, bei denen nur wenige Flüchtlinge im Land blieben, folgte 1699 eine größere Gruppe Waldenser, die im Jahr zuvor aus Fenestrelle in den südfranzösischen Alpen (heute Italien) zunächst in die Schweiz geflüchtet waren und von dort ins Reich weiterziehen sollten. Pieter Valckenier, niederländischer Botschafter in der Schweiz, und der Waldenserpfarrer Henri Arnaud trieben die Vermittlung der Flüchtlinge in verschiedene Territorien voran und verhandelten dazu auch mit Elisabeth Charlotte. Am 27. Juli 1699 kamen 57 Personen aus dieser Gruppe in Holzappel-Schaumburg an. Am 15. August wurde in einer feierlichen Zeremonie die Gründung des Dorfs vorgenommen. Am 20. August erhielten die Siedler per Los zehn Bauplätze und damit die Keimzelle des nach der Regentin benannten Dorfs. Diese lagen in einer kleinen Senke an einer in Nord-Süd-Richtung verlaufenden Altstraße. Die Kosten für den Bau der ersten Häuser wurden zum Teil aus Kollekten in den Kirchengemeinden der Grafschaft bestritten. Die Regentin stellte das Bauholz kostenlos zur Verfügung. Die Flüchtlinge erhielten zudem rund 200 Morgen Land. Hohe Sterberaten dokumentieren die große Not der Siedler in den ersten Jahren. 1702 siedelten Waldenser aus einem früheren Ansiedlungsversuch aus Eppenrod nach Charlottenberg um. Damit waren die Waldenser in der Grafschaft im Ort zusammengefasst.
Bis 1766 war Charlottenberg eine selbstständige Kirchengemeinde, in der der Gottesdienst in französischer Sprache gehalten wurde. Die Kirchengemeinde wurde danach der evangelischen Kirchengemeinde in Dörnberg angeschlossen.
Ab 1806 war der Ort Teil des Herzogtums Nassau, das 1866 von Preußen annektiert wurde. Seit 1946 ist der Ort Teil des Bundeslandes Rheinland-Pfalz.
Unterrichtssprache war bis zur Auflösung der Schule in Charlottenberg im Jahre 1767 Französisch. Erst 1870 und ab 1874 in einem neuen Schulgebäude fand wieder Schulunterricht in Charlottenberg statt.
Seit Mitte des 18. Jahrhunderts wurden in der Umgebung von Charlottenberg Blei und Silber abgebaut.
Die Einwohnerschaft entwickelte sich im 19. und 20. Jahrhundert wie folgt: 1843: 156 Einwohner, 1927: 190 Einwohner, 1964: 202 Einwohner.

## Religion
Charlottenberg ist der römisch-katholischen Gemeinde St. Bonifatius in Holzappel zugeordnet und gehört mit ihr zum Pastoralen Raum Diez, welcher selbst wiederum dem Bezirk Limburg im Bistum Limburg eingegliedert ist.
Auf evangelischer Seite ist der Ort der Kirchengemeinde Dörnberg im Dekanat Nassauer Land in der Propstei Rheinhessen-Nassauer Land der Evangelischen Kirche in Hessen und Nassau (EKHN) zugehörig.

## Politik

### Gemeinderat
Der Gemeinderat in Charlottenberg besteht aus sechs Ratsmitgliedern, die bei der Kommunalwahl am 9. Juni 2024 in einer Mehrheitswahl gewählt wurden, und dem ehrenamtlichen Ortsbürgermeister als Vorsitzendem.

### Bürgermeister

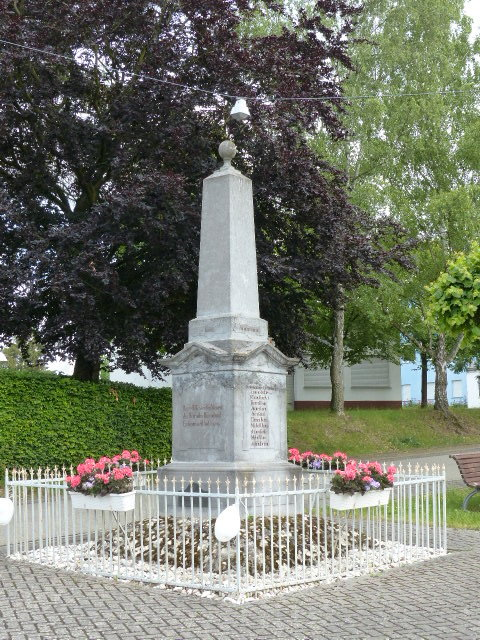
Waldenser-Denkmal in Charlottenberg, errichtet 1899

Marco Vogt wurde 2009 Ortsbürgermeister von Charlottenberg. Bei der Direktwahl am 26. Mai 2019 wurde er mit einem Stimmenanteil von 78,75 % und am 9. Juni 2024 ohne Gegenkandidat mit 73,1 % der Stimmen jeweils für fünf Jahre in seinem Amt bestätigt.

## Kultur und Sehenswürdigkeiten

### Waldenserdenkmal
Aus Anlass des 200-jährigen Bestehens des Dorfes im Jahre 1899 wurde zu Ehren der Gründerin Elisabeth Charlotte von Nassau-Dillenburg-Schaumburg am Ortsausgang ein Denkmal errichtet, das die Inschrift „Dem Glauben treu! Dem Andenken der edlen Gründerin von Charlottenberg – Die dankbaren Waldenser“ trägt. Das Sterbejahr 1706 auf dem Denkmal ist falsch: Die Gräfin starb im März 1707.

### Vereine
In Charlottenberg gibt es drei Vereine, die im Jahre 1897 gegründete Freiwillige Feuerwehr Charlottenberg und den Sportverein 1921 Charlottenberg, sowie der Verein Kultur- u. Begegnungsstätte für Frauen e. V., der das Frauenlandhaus Charlottenberg trägt.